# Paramallosia afghanica
Paramallosia afghanica är en skalbaggsart som beskrevs av Fuchs 1955. Paramallosia afghanica ingår i släktet Paramallosia och familjen långhorningar.
Artens utbredningsområde är:
- Afghanistan.
- Turkmenistan.

Inga underarter finns listade i Catalogue of Life.